# Sainte-Marie-de-Chignac
Sainte-Marie-de-Chignac korábbi község Franciaországban, Dordogne megyében. Lakosainak száma 629 fő (2018. január 1.). Sainte-Marie-de-Chignac Marsaneix és Saint-Laurent-sur-Manoire községekkel határos.
2017. január 1-jén Boulazac Isle Manoire új község része lett.

## Népesség
A település népessége az elmúlt években az alábbi módon változott:
| Lakosok száma | 268  | 275  | 301  | 391  | 458  | 589  | 585  | 587  | 601  | 629  |
|               | 1968 | 1975 | 1982 | 1990 | 1999 | 2011 | 2013 | 2015 | 2017 | 2018 |